# Srīsailam
Srīsailam är en ort i Indien.   Den ligger i distriktet Kurnool och delstaten Andhra Pradesh, i den södra delen av landet, 1 400 km söder om huvudstaden New Delhi. Srīsailam ligger 440 meter över havet och antalet invånare är 24 142.
Terrängen runt Srīsailam är kuperad. Runt Srīsailam är det ganska tätbefolkat, med 52 invånare per kvadratkilometer. Det finns inga andra samhällen i närheten. I omgivningarna runt Srīsailam växer huvudsakligen savannskog.